# 西明日香
西明日香（日语：／ Nishi Asuka，1988年2月10日—）是日本女性聲優，Sigma Seven所屬。兵庫縣出身。身高159cm。血型O型。畢業於娛樂傳媒總合學院。

## 概要

### 經歷、人物
中學、高中都在吹奏社，負責長笛部分，並擔任社長。
2007年，專門學校在學時，參加了第2回Sigma Seven e公開選拔，與大龜明日香、田丸篤志、渕上舞合格。
2008年，於專門學校畢業，並加入Sigma Seven e。
2009年，電視動畫《K-ON!》為初次演出的動畫。
2015年4月從Sigma Seven e移籍至Sigma Seven。
2016年2月2日，因為長年愛用且推廣日本傳統內褲『褌』有功，而榮獲《2015 日本褌名人大賞》肯定，成為女性聲優史上第一人。
2016年4月27日宣布个人歌手出道。
2021年4月1日在個人Twitter宣布結婚。

## 出演作品
※粗體字為主要角色

### 電視動畫
2009年
- K-ON!（學生）

2010年
- 我的妹妹哪有這麼可愛！（觸手妹）
- 偵探歌劇 少女福爾摩斯（女學生B）

2011年
- 快盜天使雙胞胎（女學生B）
- 神的記事本（女子B）
- 魔法小惡魔（中川栞）
- 花開物語（舞、學生D）
- 緋彈的亞莉亞（女僕B）

2012年
- 翡翠森林狼與羊（幼兒白羊）
- 槍械少女！！（小孩A）
- 蝦掰天文社 公立海老栖川高中天悶社（金森羽片）
- 櫻花莊的寵物女孩（女子C、客人4）
- 北極熊Café（園兒）
- 只要妳說妳愛我（女子、女學生）
- 戰國Collection（“風流人”松尾芭蕉）
- 偵探歌劇 少女福爾摩斯 第2幕（女學生、男子）
- 鄰座的怪同學（女學生A）
- 惡魔高校D×D（蕾維兒·菲尼克斯）
- Battle Spirits Sword Eyes（山吹、女子）
- 猛烈宇宙海賊（烏蘇拉·艾布拉莫夫）

2013年
- 伽利略女神（女學生）
- 黃金拼圖（大宮忍[6]）
- 櫻花莊的寵物女孩（女子B、女子A）
- 直球表題 機器人動畫-STRAIGHT TITLE-（藤井）
- 摸索吧！部活劇（鈴木結愛[7]）
- 翠星上的加爾岡緹亞（女服務生）
- 打工吧！魔王大人（鈴木梨香）
- Battle Spirits Sword Eyes激鬥傳（服務生）
- 機巧少女不會受傷（安莉艾特·貝琉）
- 問題兒童都來自異世界？（三毛貓、店員、女僕、精靈）
- 夜櫻四重奏 -花之歌-（綠子）
- 我不受歡迎，怎麼想都是你們的錯！（女學生）

2014年
- 樱Trick（野田忍）
- 精靈使的劍舞（學生、夏蕾亞）
- 摸索吧！部活劇 安可（鈴木結愛[8]）
- HAMATORA ─超能偵探社─（機場詢問處）
- 風雲維新大將軍（櫻木）
- 47都道府犬R（兵庫犬）
- 魔法科高中的劣等生（明智英美）
- 三坪房間的侵略者！？（Cos研社員）

2015年
- 幸腹塗鴉（米美咲、飯糰少女、樹、女大學生）
- 你好！！黃金拼圖（大宮忍）
- 惡魔高校D×D BorN（蕾維兒·菲尼克斯）
- 在地下城尋求邂逅是否搞錯了什麼（阿妮雅）
- 摸索吧！部活劇 Spinoff 和噗嚕噗嚕夏露姆遊玩吧（鈴木結愛）
- 御神樂學園組曲（百合子）
- GATE 奇幻自衛隊 在彼方的土地，如斯的戰鬥（梅雅）
- 洲崎西 THE ANIMATION（西明日香）

2016年
- GATE 奇幻自衛隊 在彼方的土地，如斯的戰鬥 第2期（梅雅）
- 魔法少女什麼的已經夠了啦。（波奇）
- Go！Princess 光之美少女（小鳥）
- 三者三葉（葉山光）
- 食戟之靈 貳之皿（木久知園果）
- Rewrite（琪比摩斯）
- 魔法少女育成計畫（毬毬）
- 魔法少女什麼的已經夠了啦。第二期（波奇、少女的幽靈）
- Lostorage incited WIXOSS（雪野篝）

2017年
- 3月的獅子（莓）
- 偶像事變（金月愛奈[9]）
- Rewrite 2nd Season -Moon篇 Terra篇-（幼年御堂、琪比摩斯）
- 快盜天使BREAK（伊院千代理）
- 黑色五葉草（米莫薩·凡米里歐）
- 動畫同好會（赤羽椿）
- 3月的獅子 第2期（佐倉千穗）

2018年
- 愛吃拉麵的小泉同學（店員A）
- 惡魔高校D×D HERO（蕾維兒·菲尼克斯）
- 不受歡迎之家（緣）

2019年
- Endro～！（小龍、龍）
- 在地下城尋求邂逅是否搞錯了什麼II（阿妮雅·傅洛摩）
- 平凡職業造就世界最強（中村惠里）
- Star☆Twinkle 光之美少女（楊楊）

2020年
- 魔法紀錄 魔法少女小圓外傳（純美雨）
- 八男？別鬧了！（艾莉絲·卡特琳娜·馮·霍恩海姆）
- 食戟之靈 豪之皿（木久知園果）
- Rebirth（西あすか）
- 戀與製作人～EVOL×LOVE～（粉絲）
- 魔法科高中的劣等生 來訪者篇（明智英美）

2021年
- 回復術士的重啟人生（安娜）
- 緋紅結繫（直見·蘭德爾）
- 魔法科高中的優等生（明智英美）
- 精靈幻想記（愛爾瑪）
- 鍵等（琪比摩斯）

2022年
- 平凡職業造就世界最強 2nd season（中村惠里）
- 打工吧！！魔王大人（鈴木梨香[10]）
- Extreme Hearts（塚原愛子）
- 在地下城尋求邂逅是否搞錯了什麼IV（阿妮雅·傅洛摩）

2024年
- 精靈幻想記2（愛爾瑪[11]）
- 平凡職業造就世界最強 3nd season（中村惠里）

### OVA
2013年
- 問題兒童都來自異世界？〜温泉漫遊記〜（女性客人A）※小說第8卷Blu-ray同梱版

2015年
- 惡魔高校D×D BorN（蕾維兒·菲尼克斯）※小説DX.2附贈BD限定版

2016年
- 黃金拼圖 Pretty Days（大宮忍）
- 女王之刃 魔導書（海月）

2023年
- OVA 碧藍航線 Queen's Orders（英勇）

### 劇場版動畫
2013年
- 死亡撞球（女性客人）

2014年
- 猛烈宇宙海賊 ABYSS OF HYPERSPACE -超空間的深淵-（烏蘇拉·艾布拉莫夫）

2019年
- 劇場版 在地下城尋求邂逅是否搞錯了什麼 -獵戶座之箭-（阿妮雅·傅洛摩）

2020年
- 劇場版 高校艦隊（榊原紬）

2021年
- 劇場版 黃金拼圖 Thank you!!（大宮忍[12]）

### Web動畫
- Starry☆Sky（園兒〈3〉）

2017
- 怪物彈珠 黃金周特別篇 戰慄的路西法 唯一的起始之歌（茨木童子）
- Monster Sonic！達太喵的偶像宣言（茨木童子）

### 遊戲
2011年
- INSTANT BRAIN（Stephanie）
- FAIRY TAIL PORTABLE GUILD 2（黛西）

2013年
- 声優部

2014年
- 三國志拼圖大戰（孫氏）
- 惡魔高校D×D NEW FIGHT（蕾維兒·菲尼克斯）
- 魔法科高中的劣等生 Out of Order（明智英美）
- （星井瑠奈）
- 戀Q社！（筒井惠）

2016年
- 偶像事變（金月愛奈）
- 戰艦少女R（平海）

2017年
- 魔法紀錄 魔法少女小圓外傳（純美雨）
- 閃耀幻想曲（大宮忍、葉山光）

2021年
- 緋紅結繫（直見·蘭德爾）

### 電台節目
- 洲崎西
- 西明日香的私密地帶

### 外國片配音
- 愛卡莉

### CD

#### DRAMA CD
- Candy Pop Nightmare（一之瀨一花）
- 月刊少女野崎君（佐倉千代）
- SASRA2（マルキア・アレキサンドルス）
- 奈奈與薰的SM日記（蘭（高1女子））
- 尋因異聞錄·椿（篝）※漫畫第9卷限定版附DRAMA CD
- 伊王野女王狂熱的愛情（艾妲·布魯梅爾）

#### RADIO CD
- 洲崎西 DJCD vol.1－5

### 旁白
- 日本工学院專門学校 八王子校 體驗入學引導巴士

### 其他
- Windows 8應援角色（窗邊優（日语：窓辺ゆう&窓辺あい））

## 音樂作品

### 單曲
|            | 發售日         | 標題       | 規格產品編號  | 規格產品編號 | 規格產品編號 | Oricon 最高排名 |
| 初回限定盤 | 發售日         | 標題       | animate限定盤 | 通常盤       |              | Oricon 最高排名 |
| ---------- | -------------- | ---------- | ------------- | ------------ | ------------ | --------------- |
| 1st        | 2016年10月19日 | Honey Face | NAMC-001      | NAMC-002     | NAMC-003     | 23位            |
| 2nd        | 2017年10月25日 |            | NAMC-004      | NAMC-005     | NAMC-006     | 36位            |

### 角色歌
| 發售日   | 名稱                                                                 | 名義 | 樂曲                                                                                      | 商業搭配                                              |
| 2012年   | 2012年                                                               | 2012年 | 2012年                                                                                    | 2012年                                                |
| -------- | -------------------------------------------------------------------- | --- | ----------------------------------------------------------------------------------------- | ----------------------------------------------------- |
| 8月8日   | 戰國Collection Character Song Collection Vol.4                       | “風流人”松尾芭蕉                                                                                             | 「」                                                                                      | 電視動畫『戰國Collection』角色歌                      |
| 11月9日  |                                                                      | （野水伊織、西明日香、村井理沙子、月宮美鳥）                                                                 | 「」 「」                                                                                 | 電視動畫『蝦掰天文社』主題曲                          |
| 12月7日  |                                                                      | 金森羽片 | 「」 「Moe Romance」                                                                      | 電視動畫『蝦掰天文社』角色歌                          |
| 12月7日  | 戶田山響子（阿澄佳奈）、金森羽片（西明日香）、廣松理圭（村井理沙子） | 「」 |                                                                                           | 電視動畫『蝦掰天文社』角色歌                          |
| 12月21日 |                                                                      | 戶田山響子（阿澄佳奈） feat. （野水伊織、西明日香、村井理沙子、月宮美鳥）                                    | 「」                                                                                      | 電視動畫『蝦掰天文社』角色歌                          |
| 12月21日 | 金森羽片                                                             | 「DON'T LOOK BACK〜TV mix〜」 「」                                                                           |                                                                                           | 電視動畫『蝦掰天文社』角色歌                          |
| 2013年   |                                                                      | |                                                                                           |                                                       |
| 6月26日  |                                                                      | 藤井 | 「What's The Laughing?」                                                                  | 電視動畫『直球表題 機器人動畫-STRAIGHT TITLE-』角色歌 |
| 7月24日  | Jumping!!／Your Voice                                                | Rhodanthe*（西明日香、田中真奈美、種田梨沙、内山夕實、東山奈央）                                             | 「Jumping!!」                                                                             | 電視動畫『黃金拼圖』片頭曲                            |
| 7月24日  | Jumping!!／Your Voice                                                | Rhodanthe*（西明日香、田中真奈美、種田梨沙、内山夕實、東山奈央）                                             | 「Your Voice」                                                                            | 電視動畫『黃金拼圖』片尾曲                            |
| 8月21日  | 電視動畫 黃金拼圖 Soundtrack 初次見面 請多指教。                     | Rhodanthe*（西明日香、田中真奈美、種田梨沙、内山夕實、東山奈央）                                             | 「」                                                                                      | 電視動畫『黃金拼圖』角色歌                            |
| 8月21日  | 電視動畫 黃金拼圖 Soundtrack 初次見面 請多指教。                     | 大宮忍（西明日香）&愛麗絲·卡塔雷特（田中真奈美）                                                             | 「」                                                                                      | 電視動畫『黃金拼圖』角色歌                            |
| 10月9日  | 電視動畫 黃金拼圖 Soundtrack 永遠在一起。                            | 大宮忍（西明日香）&小路綾（種田梨沙）                                                                        | 「」                                                                                      | 電視動畫『黃金拼圖』角色歌                            |
| 10月9日  | 電視動畫 黃金拼圖 Soundtrack 永遠在一起。                            | Rhodanthe*（西明日香、田中真奈美、種田梨沙、内山夕實、東山奈央）                                             | 「」                                                                                      | 電視動畫『黃金拼圖』角色歌                            |
| 10月23日 | 摸索吧！部活劇 關聯樂曲集 摸索吧！唱歌                               | 鈴木結愛（西明日香）、佐藤陽菜（明坂聰美）、高橋葵（荻野可鈴）、田中心春（大橋彩香）                         | 「Stand Up!!!!」 「12個月」                                                               | 電視動畫『摸索吧！部活劇』主題曲                      |
| 10月23日 | 摸索吧！部活劇 關聯樂曲集 摸索吧！唱歌                               | 鈴木結愛（西明日香）                                                                                         | 「」                                                                                      | 電視動畫『摸索吧！部活劇』角色歌                      |
| 2014年   |                                                                      | |                                                                                           |                                                       |
| 3月19日  | 摸索吧！部活劇 安可關聯樂曲集 摸索吧！唱歌 安可                      | 鈴木結愛（西明日香）、佐藤陽菜（明坂聰美）、高橋葵（荻野可鈴）、田中心春（大橋彩香）                         | 「」 「」                                                                                 | 電視動畫『摸索吧！部活劇 安可』角色歌                 |
| 3月19日  | 摸索吧！部活劇 安可關聯樂曲集 摸索吧！唱歌 安可                      | 鈴木結愛（西明日香）、佐藤陽菜（明坂聰美）、高橋葵（荻野可鈴）、田中心春（大橋彩香）、園田萌舞子（上田麗奈） | 「各自的12個月」                                                                          | 電視動畫『摸索吧！部活劇 安可』角色歌                 |
| 12月3日  | 電視動畫 HELLO!!黃金拼圖 角色歌CD Music Palette1                     | 大宮忍（西明日香）                                                                                           | 「」                                                                                      | 電視動畫『你好!!黃金拼圖』角色歌                      |
| 12月3日  | 洲崎西 MUSIC CLIP～SEASIDE LIVE FES 2014～                           | 洲崎西（洲崎綾、西明日香）                                                                                   | 「Happy New World 」 「」 「G.F.Y.D」 「」 「New Horizon」（SEASIDE LIVE FES 2014主題曲） | 活動「SEASIDE LIVE FES 2014」参加曲                   |

## 外部連結
- 事務所公開簡歷（日語）
- （日語）